# Feierhalle Piesteritz

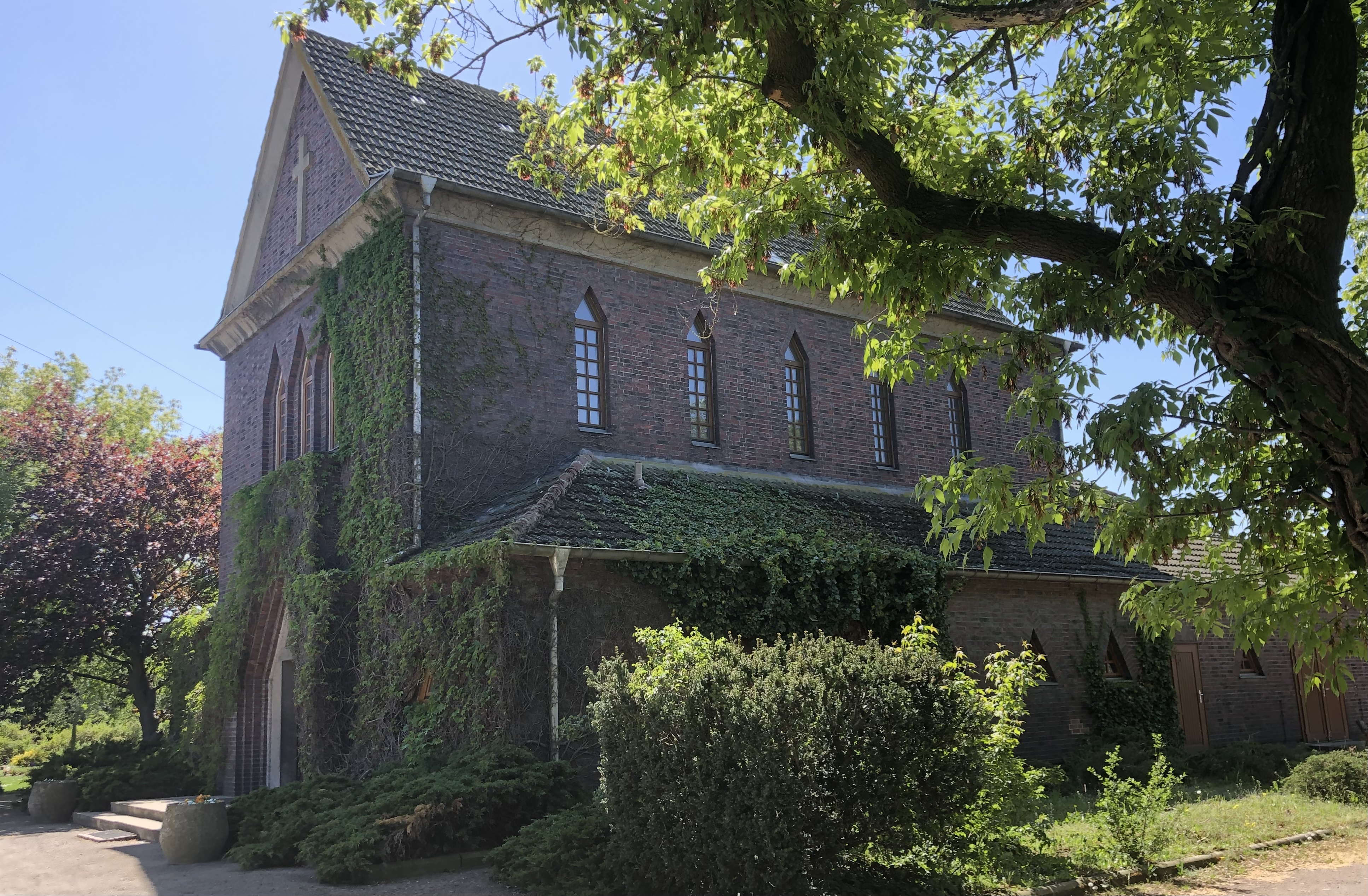
Feierhalle im Jahr 2022

Die Feierhalle Piesteritz ist eine denkmalgeschützte Feierhalle in der Lutherstadt Wittenberg in Sachsen-Anhalt.

## Lage

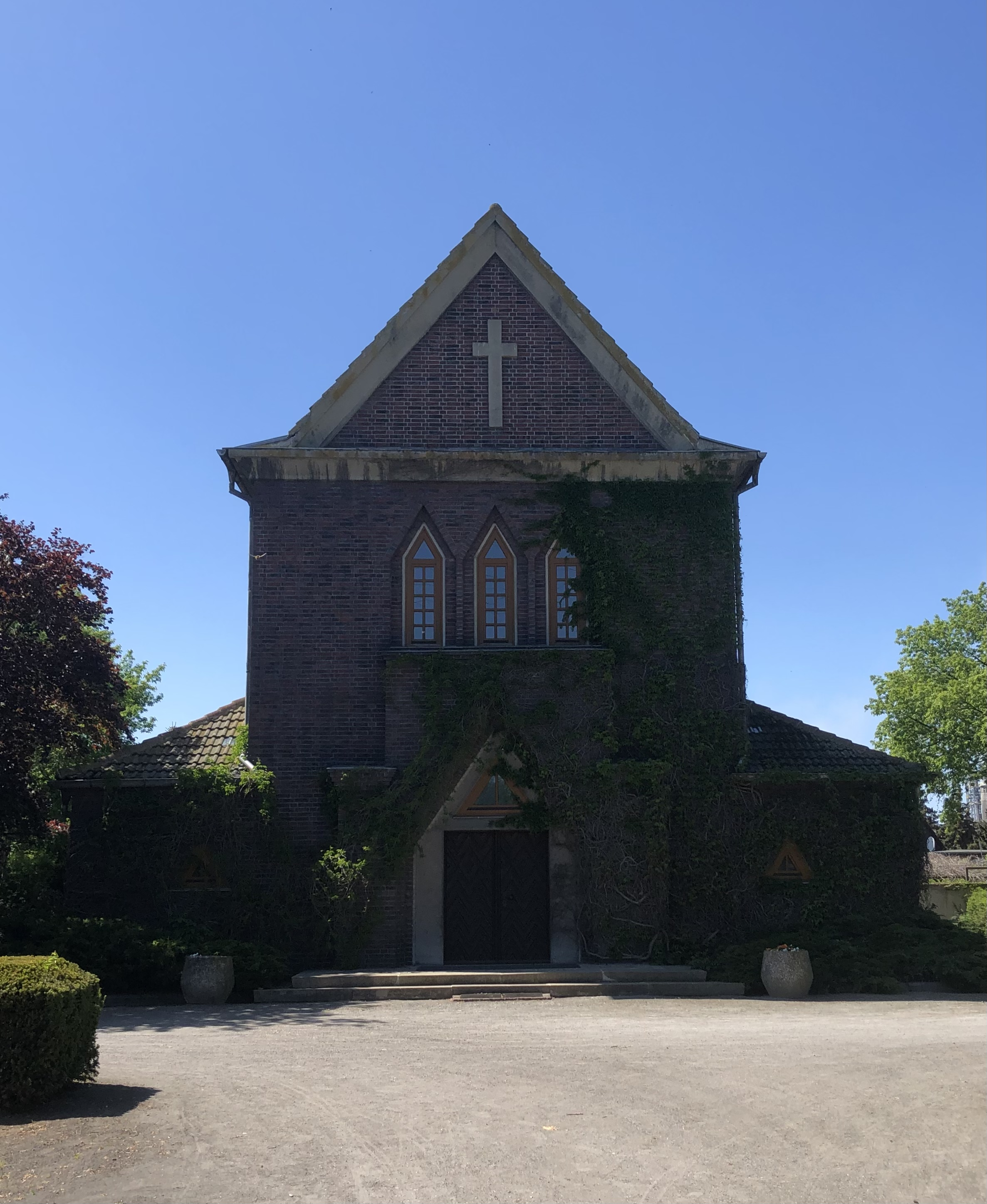
Ostfassade

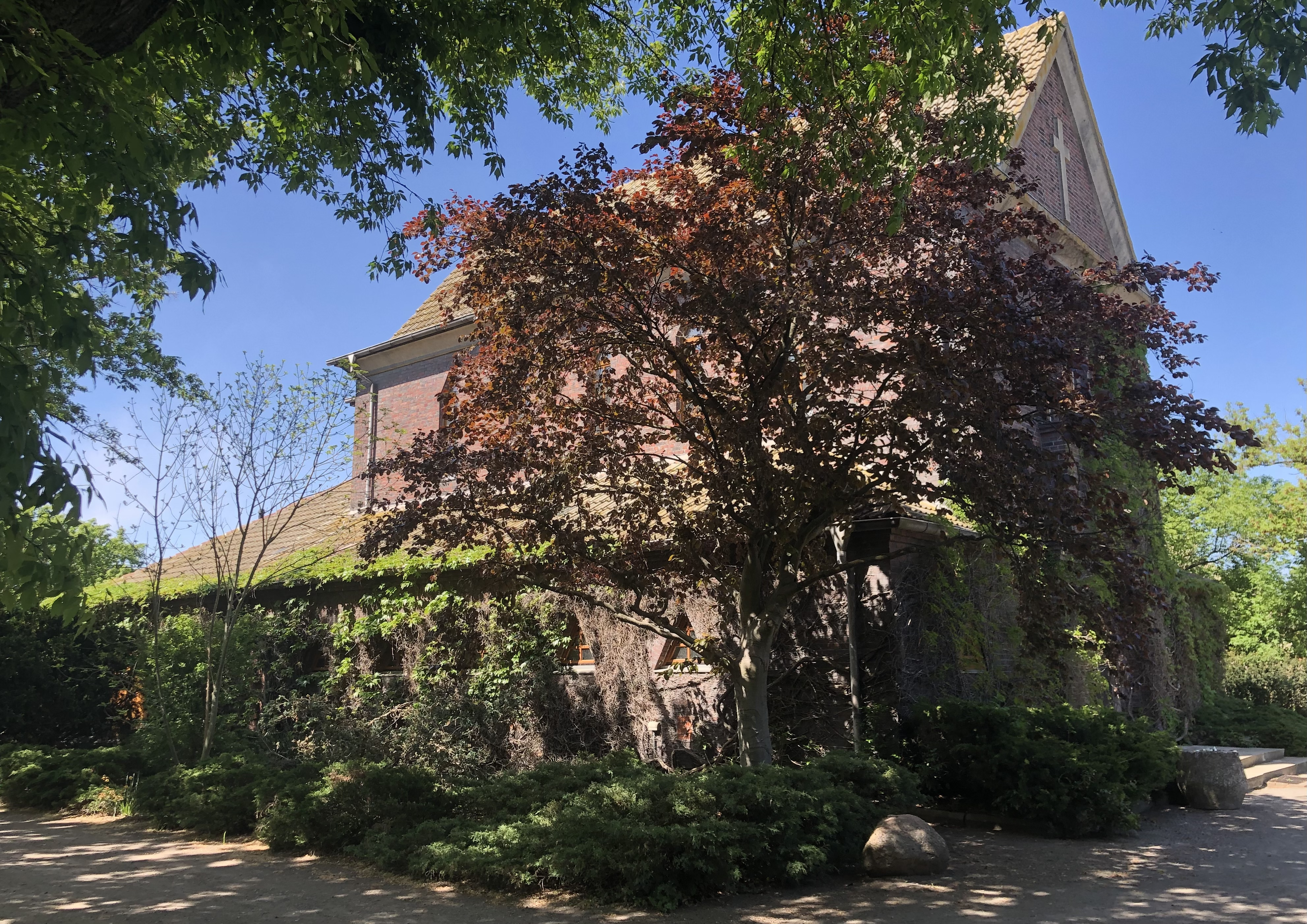
Blick von Südosten

Die Halle befindet sich im westlichen Teil des auf der Nordseite der Draußengartenstraße gelegenen Friedhofs Piesteritz des Wittenberger Ortsteils Piesteritz.

## Architektur und Geschichte
Die Feierhalle entstand in der Zeit um das Jahr 1925. Der große aus Backstein errichtete Bau wurde im Stil des Expressionismus ausgeführt. Die Gestaltung ähnelt dem zeitgleich als Rathaus der Werkssiedlung entstandenen Rathaus Piesteritz. Gliedernde Elemente sind aus Kunststein gefertigt. Es besteht eine große Anzahl einheitlich gestalteter künstlerischer Details. Die Ostfassade wird von einem großen Dreiecksgiebel bekrönt, in dem sich ein Kreuz befindet. Bedeckt ist der Bau von einem hohen Satteldach.
Im örtlichen Denkmalverzeichnis ist die Feierhalle unter der Erfassungsnummer 094 36218 als Baudenkmal verzeichnet.